# Eric Clapton's Rainbow Concert
Eric Clapton's Rainbow Concert è il primo album live di Eric Clapton, pubblicato nel 1973. Il disco è la registrazione del concerto tenuto da Clapton al Rainbow Theatre di Londra il 13 gennaio dello stesso anno, e organizzato da Pete Townshend, voce e chitarra degli Who.

## Tracce

### Lato A
1. Badge - 3:29 - (Clapton, Harrison)
2. Roll It Over - 6:53 - (Clapton, Harrison)
3. Presence Of The Lord - 5:37 - (Clapton)

### Lato B
1. Pearly Queen - 6:58 - (Capaldi, Winwood)
2. After Midnight - 5:11 - (Cale)
3. Little Wing - 6:32 - (Hendrix)

### Versione rimasterizzata (1995)[2]
1. Layla - 6:24 - (Clapton, Gordon)
2. Badge - 3:18 - (Clapton, Harrison)
3. Blues Power - 5:20 - (Clapton, Russell)
4. Roll It Over - 4:11 - (Clapton, Whitlock)
5. Little Wing - 4:36 - (Hendrix)
6. Bottle Of Red Wine - 3:51 - (Bramlett, Clapton)
7. After Midnight - 4:25 - (Cale)
8. Bell Bottom Blues - 5:26 - (Clapton)
9. Presence Of The Lord - 5:18 - (Clapton)
10. Tell The Truth - 5:52 - (Clapton, Whitlock)
11. Pearly Queen - 4:55 - (Capaldi, Winwood)
12. Key To The Highway - 5:46 - (Broonzy, Segar)
13. Let It Rain - 7:11 - (Bramlett, Clapton)
14. Crossroads - 4:18 - (Johnson)

## Formazione
- Eric Clapton - chitarra, voce
- Pete Townshend - chitarra, voce
- Ronnie Wood - chitarra, voce
- Ric Grech - basso
- Steve Winwood - sintetizzatore, voce
- Jim Capaldi - batteria
- Jimmy Karstein - batteria
- Rebop Kwaku Baah - percussioni